# Cerbu (okręg Botoszany)
Cerbu – wieś w Rumunii, w okręgu Botoszany, w gminie Copălău. W 2011 roku liczyła 752 mieszkańców.